# Dorfkirche Kerzendorf (Ludwigsfelde)

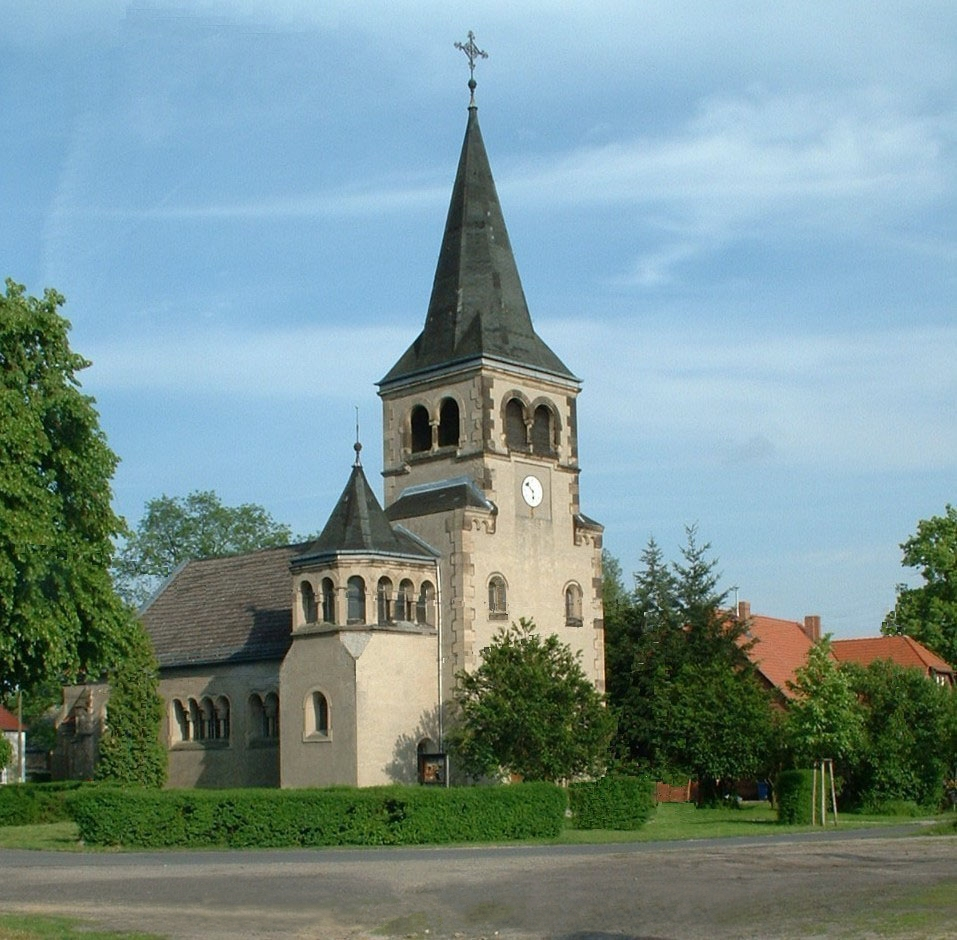
Kirche Kerzendorf

Die evangelische Dorfkirche Kerzendorf ist eine neoromanische Saalkirche in Kerzendorf, einem Ortsteil der Stadt Ludwigsfelde im Landkreis Teltow-Fläming im Land Brandenburg. Die Kirchengemeinde gehört zum Evangelischen Pfarrsprengel Ludwigsfelde im Kirchenkreis Zossen-Fläming der Evangelischen Kirche Berlin-Brandenburg-schlesische Oberlausitz.

## Lage
Das Ortszentrum wird von der Kerzendorfer Straße erschlossen, die von Norden kommend in den Ort führt und dort den historischen Dorfanger umspannt. Auf dieser Fläche steht die Kirche im nördlichen Bereich des Angers. Sie ist mit einer Hecke eingefriedet.

## Geschichte
Kerzendorf wurde bereits im 14. Jahrhundert erstmals urkundlich erwähnt. Es ist daher durchaus denkbar, dass bereits zu dieser Zeit eine Feldsteinkirche errichtet wurde, zumal in einem Schlossregister von 1450 zwei Hufe für den Pfarrer überliefert sind. Ein weiterer Hinweis auf einen Vorgängerbau findet sich in einem historischen Temperabild. Es zeigt eine Kirche mit einem eingezogenen Chor, einem abgesetzten Satteldach sowie rundbogigen Fenstern. Von diesem Bauwerk sind jedoch bislang keine Dokumente vorhanden.
Der Ort selbst gelangte im 19. Jahrhundert in bürgerlichen Besitz und kam 1872 zur Familie Schwabach, die damit auch das Kirchenpatronat übernahm. Auf Initiative des Bankiers Paul von Schwabach rissen Handwerker den marode gewordenen Vorgängerbau ab und errichteten nach Plänen des Architekten Karl Hoffacker in den Jahren 1896 bis 1898 das Bauwerk. Experten vermuten, dass sich Hoffacker dabei von der 1895 fertiggestellten Kaiser-Wilhelm-Gedächtniskirche in Berlin hatte inspirieren lassen, galt die Neoromanik in dieser Zeit doch als „Nationaler Baustil“. Die Kirchweihe fand am 10. November 1897 statt. Nach dem Ende des Zweiten Weltkrieges wurde die Kirchenausstattung weitgehend entfernt und der Triumphbogen vermauert.

## Baubeschreibung

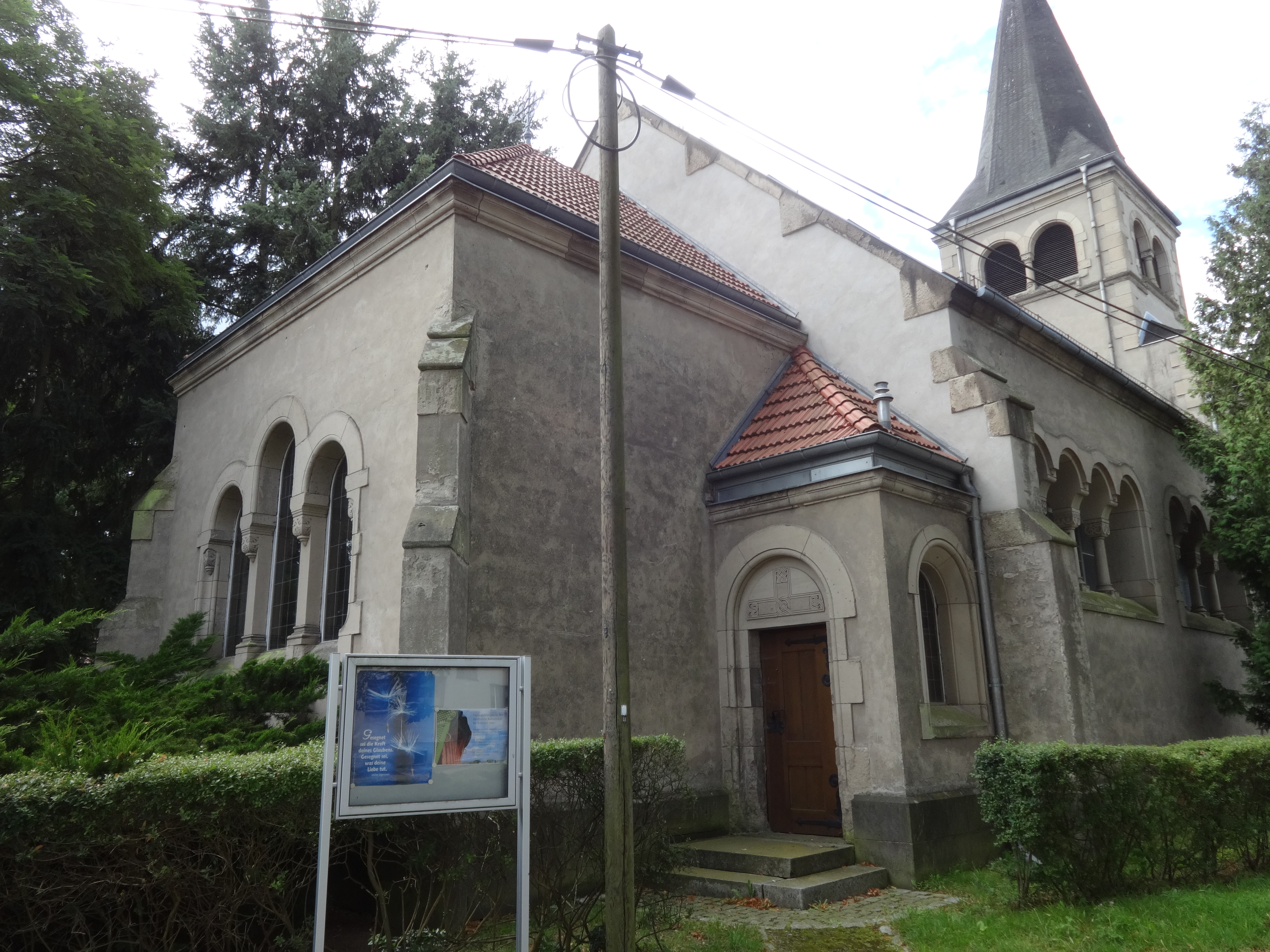
Ansicht von Nordosten

Das Bauwerk wurde im Wesentlichen aus verputzten Mauersteinen errichtet. Der Chor hat einen rechteckigen Grundriss und ist eingezogen. An der Ostseite sind drei über Säulen gekuppelte, rundbogenförmige Fenster, von denen das mittlere erhöht ist. An der Nordost- und Südostecke ist je ein zweifach getreppter Strebepfeiler. Die Nord- und Südwand ist geschlossen. An der Nordseite ist am Übergang zum Kirchenschiff ein kleiner rechteckiger Anbau, der von einer segmentbogenförmigen Pforte von Osten her betreten werden kann. Nördlich ist ein Fenster. Die Südseite ist identisch aufgebaut. Am Übergang zum Walmdach ist ein umlaufendes Gesims.
Der östliche Giebel des Kirchenschiffs ist verputzt. Der Sockel besteht aus Niedermendiger Basaltlava, die Einfassungen der Fenster und Türen sowie die Säulen aus Ettringer Tuff bzw. Weiberner Tuff. Mit diesen Werkstoffen gestaltete Hoffacker die beiden Seiten des Langhauses. Auf der Fläche sind zwei Fensteröffnungen verbaut, die mit je vier gruppierten Rundbogenöffnungen auf Arkadenstützen verziert sind.
Nach Westen hin schließt sich der mächtige und querrechteckige Kirchturm an. Er kann von Westen her durch ein großes Portal betreten werden, dessen Gewände mehrfach profiliert sind. Darüber sind zwei kleine rundbogenförmige Öffnungen. Im oberen Geschoss verjüngt sich das Bauwerk. Mittig ist eine Turmuhr, darüber zwei gekuppelte Klangarkaden. Die Ecken des Bauwerks werden durch Quader betont. Der achtfach geknickte Turmhelm schließt mit Turmkugel und Kreuz ab. Nördlich des Turms ist ein weiterer, im Grundriss eingezogener Turmanbau. An seiner Nordseite ist ein rundbogenförmiges Fenster, darüber eine umlaufende Rundbogenöffnung auf einer Arkadenreihe. Der Anbau hat ein Pyramidendach mit Turmkugel.

## Ausstattung
Die Kirchenausstattung ist weitgehend verloren. Der schlichte Altar wurde aus Mauersteinen errichtet, darauf ein modernes Kreuz aus Messing mit zwei Leuchtern. Im ehemaligen Chorraum steht ein steinernes Epitaph, das an den preußischen Staats- und Justizminister, Kammergerichtspräsidenten und Präsidenten des französischen Obergerichts in Berlin Johannes Ludovicus le Duchat de Dorville erinnert, der 1770 verstarb. Es ist mit einem gerafften Vorhang, drei Putten und einem Doppelwappen mit Totenkopf verziert. Die Glocke stammt aus dem 14./15. Jahrhundert.
Das Bauwerk ist in seinem Innern mit einem dunklen, hölzernen Tonnengewölbe überspannt; im Chor ist ein Kreuzgratgewölbe. An einer Wand findet sich eine Darstellung einer Krone aus hellem Holz, die Jesus Christus symbolisiert. Die einst vorhandene Orgel ging nach dem Ende des Zweiten Weltkrieges verloren.